# В друга кожа
В друга кожа (на испански: En Otra Piel) е испаноезична теленовела на компания Телемундо от 2014 г. Римейк е на теленовелата на същата компания от 2005 г. – „Втори шанс“. Главните роли са поверени на Лаура Флорес, Давид Чокаро и Мария Елиса Камарго, а основните злодеи са Ванеса Вийела и Хорхе Луис Пила. Теленовелата се излъчва от 18 февруари, 2014 г. по канал Телемундо, като заменя „Кралицата на Юга“.

## Сюжет
Внимание:  Текстът по-долу разкрива сюжета на произведението (или части от него)!
Това е историята на две жени със съвсем различно положение в обществото, които умират трагично по едно и също време. Душите на Адриана Агилар (Мария Елиса Камарго), бедна и скромна сервитьорка и известната пианистка Моника Серано (Лаура Флорес) остават свързани по между си с помощта на един талисман, който Адриана изпуска в колата на Моника при тяхната първа среща. Оттогава двете жени трябва да делят едно тяло, за да се въздаде справедливост.

## Участват
| Актьор                                    | Роля                                       |
| ----------------------------------------- | ------------------------------------------ |
| Лаура Флорес (Laura Flores)               | Моника Серано                              |
| Мария Елиса Камарго (Maria Elisa Camargo) | Адриана Агилар/Моника Серано/Моника Ареага |
| Ванеса Вийела (Vanessa Villela)           | Елена Серано                               |
| Давид Чокаро (David Chocarro)             | Диего Очоа                                 |
| Хорхе Луис Пила (Jorge Luis Pila)         | Херардо Фонси                              |
| Плутарко Аса (Plutarco Haza)              | Карлос Рикалде                             |
| Марисела Гонсалес (Marisela Gonzalez)     | Селма Караско                              |
| Гилермо Кинтания (Guillermo Quintanilla)  | Родриго Канту                              |
| Глория Пералта (Gloria Peralta)           | Марта Суарез                               |
| Хавиер Гомес (Javier Gomez)               | Хорхе Лареа/Хулиан Лареа                   |
| Карен Сентиес (Karen Senies)              | Лорена Серано                              |
| Беатрис Монрой (Beatris Monroy)           | Виктория „Вики“ Андраде                    |
| Едуардо Ибарола (Eduardo Ibarrola)        | Мануел Фигерола                            |
| Кендра Сантакрус (Kendra Santacruz)       | Камила Лареа Серано                        |
| Мартин Барба (Martin Barba)               | Рикардо Канту                              |
| Омар Херменос (Omar Germenos)             | Естебан Ласо                               |
| Силвана Ариас (Silvana Arias)             | Маите Карвахал                             |
| Адриан Карвахал (Adrian Carvajal)         | Ернесто Фонси                              |
| Алехандра Помалес (Alejandra Pomales)     | Валерия Мартинес                           |
| Алба Ракел Барос (Alba Raquel Barros)     | Гуадалупе Кортес „Доня Лупе“               |
| Джонатан Фреудман (Jonathan Freudman)     | Габриел Канту                              |
| Оскар Приего (Oscar Priego)               | Хасинто Агилар                             |
| Мария Елена Давила (Maria Elena Davila)   | Дженифър                                   |
| Даниела Масияс (Daniela Macias)           | Сусана                                     |
| Гала Монтес (Gala Montes)                 | Емилияна Лареа Серано                      |
| Марина Каталан (Marina Catalan)           | Соня Веласко                               |
| Виктор Корона (Victor Corona)             | Хесус „Чучо“                               |
| Диана Франко (Diana Franco)               | Шантал                                     |

## В други страни
| Държава                | Канал             | Премиера          |
| ---------------------- | ----------------- | ----------------- |
| САЩ                    | Телемундо         | 18 февруари, 2014 |
| Панама                 | TVN               | 19 март, 2014     |
| Пуерто Рико            | Телемундо         | 7 април, 2014     |
| Доминиканска република | Telesistema       | 30 април, 2014    |
| Португалия             | RTP Internacional | 23 април, 2014    |

## Награди и номинации
| 2014 | Premios Tu Mundo |                              |                                       |            |
| 2014 | Premios Tu Mundo | Теленовела на годината       | В друга кожа                          | номинирани |
| 2014 | Premios Tu Mundo | Любима главна актриса        | Мария Елиса Камарго                   | номинирани |
| 2014 | Premios Tu Mundo | Любима главна актриса        | Лаура Флорес                          | номинирани |
| 2014 | Premios Tu Mundo | Любим главен актьор          | Хорхе Луис Пила                       | номинирани |
| 2014 | Premios Tu Mundo | Любим главен актьор          | Давид Чокаро                          | номинирани |
| 2014 | Premios Tu Mundo | Най-добро лошо момче         | Плутарко Аса                          | номинирани |
| 2014 | Premios Tu Mundo | Най-добро лошо момиче        | Ванеса Вийела                         | номинирани |
| 2014 | Premios Tu Mundo | Най-добра поддържаща актриса | Марисела Гонсалес                     | номинирани |
| 2014 | Premios Tu Mundo | Най-добра поддържаща актриса | Силвана Ариас                         | номинирани |
| 2014 | Premios Tu Mundo | Най-добър поддържащ актьор   | Гилермо Кинтания                      | номинирани |
| 2014 | Premios Tu Mundo | Перфектната двойка           | Мария Елиса Камарго и Хорхе Луис Пила | номинирани |
| 2014 | Premios Tu Mundo | Заслужил акьор               | Гилермо Кинтания                      | номинирани |
| 2014 | Premios Tu Mundo | Заслужил акьор               | Хавиер Гомес                          | номинирани |
| 2014 | Premios Tu Mundo | Любима млада актриса         | Гала Монтес                           | номинирани |
| 2014 | Premios Tu Mundo | Любима млада актриса         | Кендра Сантакрус                      | номинирани |
| 2014 | Premios Tu Mundo | Любима млада актриса         | Джонатан Фреудман                     | номинирани |

## Версии
- В чуждо тяло, колумбийска теленовела от 1992 г., продуцирана от RTI Televisión, с участието на Ампаро Грисалес и Данило Сантос.
- Тялото на желанието, американска теленовела от 2005 г., продуцирана от Телемундо, с участието на Лорена Рохас и Марио Симаро.
- Вторият шанс, угандийска теленовела от 2016 г., продуцирана от NTV Uganda, с участието на Стела Нантумбве, Роджър Мугиша, Анита Фабиола и Лаура Кахунде.
- Любов до смърт, мексиканска теленовела от 2018 г., продуцирана от W Studios и Lemon Studios за Телевиса, с участието на Анжелик Бойер, Майкъл Браун, Клаудия Мартин и Алехандро Нонес..
- Вторият шанс, тайландска теленовела от 2023 г., продуцирана от канала One 31, с участието на Напон Гомарачун, Джираю Тантракул и Сириторн Лиарамват.